# Stupid Hoe
Stupid Hoe (в цензурираната версия Stupid Stupid) е песен от албума Pink Friday: Roman Reloaded на американската рапърка Ники Минаж. Тя е вторият промоционален сингъл от албума.

## Музикален съпровод
Песента е издадена на 20 декември 2011 г. Тя е химнът на хейтърите на Ники.

### Лил Ким
Целта на Ники с песента е да обиди Лил Ким.След това Ким каза, че тя не е такава, за каквото Ники пее че е и каза, че Ники е такава.

## Музикално видео
Видеото е пуснато на 20 януари 2011 г. Режисьорът е Хайп Уилямс.В началото Ники Минаж е снимана на син фон, с вдигнат крак във въздуха, пееща песента. След това тя е снимана на розов фон. През същото това време, има и сцени от първата част на клипа. После тя е снимана в клетка. Тогава дрехите и са направени като на тигър. След това, тя също е на розов фон, и има сцени от клетката. Накрая тя е снимана в малък размер на стол, и е с оголемени очи и след това е снимана пак в клетка, като алтер егото ѝ Female Weezy – женската версия на Лил Уейн.

### BET забрана
Видеото е забранено да се излъчва по BET (Black Entertainment Television), заради начина на поведение на Ники Минаж във видеото.

### Рекорд за най-гледано музикално видео
След като видеото е издадено, Stupid Hoe стана най-гледаното музикално видео в VEVO. След това рекорда е счупен от Риана с видеото към Where Have You Been. След това рекорда е счупен отново, от Джъстин Бийбър с Boyfriend.

### Критика
Видеото е критикувано, че в началото, където Ники е с вдигнат крак, прилича на обложката на албума Island Life на Грейс Джоунс. Също така е и критикувано, че сцените, където тя е на розов фон, приличат на видеото към песента Check On It на Бионсе. Сцените, в който тя е в решетки, приличат на видеото към песента The Sweet Escape на Гуен Стефани. Също така сцената, на която тя е в клетката, е критикувана, че прилича на видеото към песента She Wolf на Шакира. Тя също така продължава да танцува танца в Dance (A$$) (Remix). Последните сцени, в които тя е в малък размер и е на стол с уголемени очи, са критикувани, че приличат на видеото към песента Price Tag на Джеси Джей. А уголемените очи са критикувани, че приличат на видеото към песента Bad Romance на Лейди Гага. Песента е и критикувана от Билборд, че прилича на I Get Crazy – една от миналите ѝ песни, издадена през 2009 г.

## Обложка
Обложката на песента е розов фон. Отгоре пише NICKI MINAJ, а отдолу пише STUPID HOE.

## Дата на издаване
| Държава                   | Дата                |
| ------------------------- | ------------------- |
| САЩ                       | 20 декември 2011 г. |
| Великобритания · Германия | 29 декември 2011 г. |

## Позиции в музикалниете класации
| Държава                                 | Класация |
| --------------------------------------- | -------- |
| Великобритания (UK Singles Chart)       | 19       |
| Канада (Canadian Hot 100)               | 87       |
| САЩ (Hot R&B/Hip-Hop Songs – Billboard) | 53       |

## Траклист
Дигитално сваляне
| №  | Име        | Време |
| -- | ---------- | ----- |
| 1. | Stupid Hoe | 3:16  |

Starships (CD формат)
| №  | Име        | Време |
| -- | ---------- | ----- |
| 1. | Starships  | 3:30  |
| 2. | Stupid Hoe | 3:16  |

## Музикален екип
- Вокали – Ники Минаж
- Текст – Ники Минаж, Скаф Брийзи (S.B.)
- Музикален издател – Young Money, Cash Money, Universal Republic
- Продуцент – DJ Даймънт Кътс